# Near Dublin
Near Dublin é um filme mudo do gênero comédia produzido nos Estados Unidos em 1924, dirigido por Ralph Ceder e com atuação de Stan Laurel.